# Yttrium-barium-koperoxide
Yttrium-barium-koperoxide of YBCO is een anorganische verbinding, meer bepaald een oxide van yttrium, barium, koper, met als brutoformule YBa2Cu3O7. Deze zwarte stof is een belangrijk materiaal, aangezien het supergeleidende eigenschappen vertoont bij relatief hoge temperaturen boven het kookpunt van stikstof.

## Ontdekking
In 1986 ontdekten Georg Bednorz en Alex Müller dat sommige halfgeleidende oxiden supergeleiders werden bij een relatief hoge temperatuur van 35 K. Vooral lanthaan-barium-koperoxide (LBCO) was erg resistent aan de hoge temperaturen en kon daarbij supergeleiden. In 1987 werden Bednorz en Müller omwille van hun ontdekkingen genomineerd voor de Nobelprijs voor de Natuurkunde.
Professor Maw-Kuen Wu en 2 van zijn studenten van de Universiteit van Alabama ontdekten, voortbouwend op het onderzoek van Bednorz en Müller, de stof yttrium-barium-koperoxide. Deze stof kon bij 93 K supergeleiden. Hun ontdekkingen leidden tot grote vooruitgang in het onderzoek naar supergeleidende metalen.

## Synthese
Yttrium-barium-koperoxide wordt bereid uit bariumcarbonaat, yttrium(III)carbonaat en koper(II)carbonaat:
{\displaystyle {\ce {8BaCO3 + 2Y2(CO3)3 + 12CuCO3 + (1-2x)O2 -> 4YBa2Cu3O_{7-x}\, + 26CO2}}}